# Mistrovství Evropy v házené žen 2002
5. mistrovství Evropy v házené žen se konalo 6.12. až 15.12. 2002 v Dánsku.
Mistrovství se zúčastnilo 16 družstev, rozdělených do čtyř čtyřčlenných skupin. První tři týmy postoupily do dvou čtvrtfinálových skupin z nichž první dvě družstva hrála play off o medaile. Mistrem Evropy se stal tým Dánska, který ve finále porazil tým Norska. Třetí místo obsadil tým Francie.

## Místo konání
| Helsinge        | Aarhus  | Kodaň       |
| --------------- | ------- | ----------- |
| Helsinge-Hallen | Arenaen | Farum Arena |

## Základní kola

### Skupina A
| Poř. | tým        | Z | V | R | P | VB | OB | +/− | B | výsledek                 |
| ---- | ---------- | - | - | - | - | -- | -- | --- | - | ------------------------ |
| 1.   | Jugoslávie | 3 | 3 | 0 | 0 | 93 | 76 | +17 | 6 | postup do hlavní skupiny |
| 2.   | Rumunsko   | 3 | 2 | 0 | 1 | 82 | 78 | +4  | 4 | postup do hlavní skupiny |
| 3.   | Rakousko   | 3 | 1 | 0 | 2 | 77 | 83 | −6  | 2 | postup do hlavní skupiny |
| 4.   | Švédsko    | 3 | 0 | 0 | 3 | 79 | 94 | −15 | 0 |                          |

| 6. prosince 2002 | Rumunsko | 27–21 | Rakousko | Helsinge-Hallen, Helsinge |
| 6. prosince 2002 | (12–11)  |       |          | Helsinge-Hallen, Helsinge |
| 6. prosince 2002 | Report   |       |          | Helsinge-Hallen, Helsinge |

| 6. prosince 2002 | Jugoslávie | 31–28 | Švédsko | Helsinge-Hallen, Helsinge |
| 6. prosince 2002 | (15–16)    |       |         | Helsinge-Hallen, Helsinge |
| 6. prosince 2002 | Report     |       |         | Helsinge-Hallen, Helsinge |

| 7. prosince 2002 | Švédsko | 25–30 | Rumunsko | Helsinge-Hallen, Helsinge |
| 7. prosince 2002 | (12–14) |       |          | Helsinge-Hallen, Helsinge |
| 7. prosince 2002 | Report  |       |          | Helsinge-Hallen, Helsinge |

| 7. prosince 2002 | Rakousko | 23–30 | Jugoslávie | Helsinge-Hallen, Helsinge |
| 7. prosince 2002 | (9–15)   |       |            | Helsinge-Hallen, Helsinge |
| 7. prosince 2002 | Report   |       |            | Helsinge-Hallen, Helsinge |

| 8. prosince 2002 | Rumunsko | 25–32 | Jugoslávie | Helsinge-Hallen, Helsinge |
| 8. prosince 2002 | (13–16)  |       |            | Helsinge-Hallen, Helsinge |
| 8. prosince 2002 | Report   |       |            | Helsinge-Hallen, Helsinge |

| 8. prosince 2002 | Rakousko | 33–26 | Švédsko | Helsinge-Hallen, Helsinge |
| 8. prosince 2002 | (20–10)  |       |         | Helsinge-Hallen, Helsinge |
| 8. prosince 2002 | Report   |       |         | Helsinge-Hallen, Helsinge |

### Skupina B
| Poř. | tým        | Z | V | R | P | VB | OB | +/− | B | výsledek                 |
| ---- | ---------- | - | - | - | - | -- | -- | --- | - | ------------------------ |
| 1.   | Dánsko     | 3 | 3 | 0 | 0 | 74 | 63 | +11 | 6 | postup do hlavní skupiny |
| 2.   | Francie    | 3 | 2 | 0 | 1 | 66 | 65 | +1  | 4 | postup do hlavní skupiny |
| 3.   | Ukrajina   | 3 | 1 | 0 | 2 | 72 | 77 | −5  | 2 | postup do hlavní skupiny |
| 4.   | Nizozemsko | 3 | 0 | 0 | 3 | 73 | 80 | −7  | 0 |                          |

| 6. prosince 2002 | Francie | 25–24 | Nizozemsko | Arenaen, Aarhus |
| 6. prosince 2002 | (11–12) |       |            | Arenaen, Aarhus |
| 6. prosince 2002 | Report  |       |            | Arenaen, Aarhus |

| 6. prosince 2002 | Ukrajina | 23–27 | Dánsko | Arenaen, Aarhus |
| 6. prosince 2002 | (12–14)  |       |        | Arenaen, Aarhus |
| 6. prosince 2002 | Report   |       |        | Arenaen, Aarhus |

| 7. prosince 2002 | Dánsko | 20–17 | Francie | Arenaen, Aarhus |
| 7. prosince 2002 | (11–7) |       |         | Arenaen, Aarhus |
| 7. prosince 2002 | Report |       |         | Arenaen, Aarhus |

| 7. prosince 2002 | Nizozemsko | 26–28 | Ukrajina | Arenaen, Aarhus |
| 7. prosince 2002 | (14–17)    |       |          | Arenaen, Aarhus |
| 7. prosince 2002 | Report     |       |          | Arenaen, Aarhus |

| 8. prosince 2002 | Ukrajina | 21–24 | Francie | Arenaen, Aarhus |
| 8. prosince 2002 | (10–11)  |       |         | Arenaen, Aarhus |
| 8. prosince 2002 | Report   |       |         | Arenaen, Aarhus |

| 8. prosince 2002 | Dánsko   | 27–23 | Nizozemsko | Arenaen, Aarhus |
| 8. prosince 2002 | (15–10)  |       |            | Arenaen, Aarhus |
| 8. prosince 2002 | [Report] |       |            | Arenaen, Aarhus |

### Skupina C
| Poř. | tým       | Z | V | R | P | VB | OB | +/− | B | výsledek                 |
| ---- | --------- | - | - | - | - | -- | -- | --- | - | ------------------------ |
| 1.   | Norsko    | 3 | 2 | 1 | 0 | 75 | 61 | +14 | 5 | postup do hlavní skupiny |
| 2.   | Rusko     | 3 | 1 | 1 | 1 | 67 | 70 | −3  | 3 | postup do hlavní skupiny |
| 3.   | Německo   | 3 | 1 | 0 | 2 | 71 | 78 | −7  | 2 | postup do hlavní skupiny |
| 4.   | Španělsko | 3 | 0 | 2 | 1 | 76 | 80 | −4  | 2 |                          |

| 6. prosince 2002 | Rusko   | 25–22 | Německo | Farum Arena, Kodaň |
| 6. prosince 2002 | (12–10) |       |         | Farum Arena, Kodaň |
| 6. prosince 2002 | Report  |       |         | Farum Arena, Kodaň |

| 6. prosince 2002 | Norsko  | 25–25 | Španělsko | Farum Arena, Kodaň |
| 6. prosince 2002 | (12–15) |       |           | Farum Arena, Kodaň |
| 6. prosince 2002 | Report  |       |           | Farum Arena, Kodaň |

| 7. prosince 2002 | Německo | 18–26 | Norsko | Farum Arena, Kodaň |
| 7. prosince 2002 | (9–15)  |       |        | Farum Arena, Kodaň |
| 7. prosince 2002 | Report  |       |        | Farum Arena, Kodaň |

| 7. prosince 2002 | Španělsko | 24–24 | Rusko | Farum Arena, Kodaň |
| 7. prosince 2002 | (10–13)   |       |       | Farum Arena, Kodaň |
| 7. prosince 2002 | Report    |       |       | Farum Arena, Kodaň |

| 8. prosince 2002 | Německo | 31–27 | Španělsko | Farum Arena, Kodaň |
| 8. prosince 2002 | (15–14) |       |           | Farum Arena, Kodaň |
| 8. prosince 2002 | Report  |       |           | Farum Arena, Kodaň |

| 8. prosince 2002 | Rusko   | 18–24 | Norsko | Farum Arena, Kodaň |
| 8. prosince 2002 | (11–13) |       |        | Farum Arena, Kodaň |
| 8. prosince 2002 | Report  |       |        | Farum Arena, Kodaň |

### Skupina D
| Poř. | tým       | Z | V | R | P | VB | OB | +/− | B | výsledek                 |
| ---- | --------- | - | - | - | - | -- | -- | --- | - | ------------------------ |
| 1.   | Maďarsko  | 3 | 3 | 0 | 0 | 98 | 77 | +21 | 6 | postup do hlavní skupiny |
| 2.   | Česko     | 3 | 2 | 0 | 1 | 76 | 72 | +4  | 4 | postup do hlavní skupiny |
| 3.   | Slovinsko | 3 | 1 | 0 | 2 | 75 | 79 | −4  | 2 | postup do hlavní skupiny |
| 4.   | Bělorusko | 3 | 0 | 0 | 3 | 65 | 86 | −21 | 0 |                          |

| 6. prosince 2002 | Česko   | 25–20 | Slovinsko | Arenaen, Aarhus |
| 6. prosince 2002 | (10–14) |       |           | Arenaen, Aarhus |
| 6. prosince 2002 | Report  |       |           | Arenaen, Aarhus |

| 6. prosince 2002 | Maďarsko | 34–23 | Bělorusko | Arenaen, Aarhus |
| 6. prosince 2002 | (16–12)  |       |           | Arenaen, Aarhus |
| 6. prosince 2002 | Report   |       |           | Arenaen, Aarhus |

| 7. prosince 2002 | Bělorusko | 19–25 | Česko | Arenaen, Aarhus |
| 7. prosince 2002 | (8–10)    |       |       | Arenaen, Aarhus |
| 7. prosince 2002 | Report    |       |       | Arenaen, Aarhus |

| 7. prosince 2002 | Slovinsko | 28–31 | Maďarsko | Arenaen, Aarhus |
| 7. prosince 2002 | (14–16)   |       |          | Arenaen, Aarhus |
| 7. prosince 2002 | Report    |       |          | Arenaen, Aarhus |

| 8. prosince 2002 | Bělorusko | 23–27 | Slovinsko | Arenaen, Aarhus |
| 8. prosince 2002 | (15–16)   |       |           | Arenaen, Aarhus |
| 8. prosince 2002 | Report    |       |           | Arenaen, Aarhus |

| 8. prosince 2002 | Maďarsko | 33–26 | Česko | Arenaen, Aarhus |
| 8. prosince 2002 | (17–13)  |       |       | Arenaen, Aarhus |
| 8. prosince 2002 | Report   |       |       | Arenaen, Aarhus |

### Skupina 1
| Poř. | tým        | Z | V | R | P | VB  | OB  | +/− | B  | výsledek             |
| ---- | ---------- | - | - | - | - | --- | --- | --- | -- | -------------------- |
| 1.   | Dánsko     | 5 | 5 | 0 | 0 | 126 | 108 | +18 | 10 | postup do semifinále |
| 2.   | Francie    | 5 | 3 | 0 | 2 | 121 | 124 | −3  | 6  | postup do semifinále |
| 3.   | Jugoslávie | 5 | 3 | 0 | 2 | 153 | 129 | +24 | 6  | o 5. místo           |
| 4.   | Rumunsko   | 5 | 2 | 0 | 3 | 120 | 124 | −4  | 4  | o 7. místo           |
| 5.   | Rakousko   | 5 | 2 | 0 | 3 | 126 | 124 | +2  | 4  |                      |
| 6.   | Ukrajina   | 5 | 0 | 0 | 5 | 104 | 141 | −37 | 0  |                      |

| 10. prosince 2002 | Rakousko | 32–19 | Ukrajina | Arenaen, Aarhus |
| 10. prosince 2002 | (15–12)  |       |          | Arenaen, Aarhus |
| 10. prosince 2002 | Report   |       |          | Arenaen, Aarhus |

| 10. prosince 2002 | Jugoslávie | 27–29 | Francie | Arenaen, Aarhus |
| 10. prosince 2002 | (12–14)    |       |         | Arenaen, Aarhus |
| 10. prosince 2002 | Report     |       |         | Arenaen, Aarhus |

| 10. prosince 2002 | Rumunsko | 23–25 | Dánsko | Arenaen, Aarhus |
| 10. prosince 2002 | (9–14)   |       |        | Arenaen, Aarhus |
| 10. prosince 2002 | Report   |       |        | Arenaen, Aarhus |

| 11. prosince 2002 | Jugoslávie | 39–24 | Ukrajina | Arenaen, Aarhus |
| 11. prosince 2002 | (19–8)     |       |          | Arenaen, Aarhus |
| 11. prosince 2002 | Report     |       |          | Arenaen, Aarhus |

| 11. prosince 2002 | Rumunsko | 26–29 | Francie | Arenaen, Aarhus |
| 11. prosince 2002 | (12–15)  |       |         | Arenaen, Aarhus |
| 11. prosince 2002 | Report   |       |         | Arenaen, Aarhus |

| 11. prosince 2002 | Rakousko | 20–26 | Dánsko | Arenaen, Aarhus |
| 11. prosince 2002 | (13–13)  |       |        | Arenaen, Aarhus |
| 11. prosince 2002 | Report   |       |        | Arenaen, Aarhus |

| 12. prosince 2002 | Rumunsko | 19–17 | Ukrajina | Arenaen, Aarhus |
| 12. prosince 2002 | (10–10)  |       |          | Arenaen, Aarhus |
| 12. prosince 2002 | Report   |       |          | Arenaen, Aarhus |

| 12. prosince 2002 | Rakousko | 30–22 | Francie | Arenaen, Aarhus |
| 12. prosince 2002 | (17–12)  |       |         | Arenaen, Aarhus |
| 12. prosince 2002 | Report   |       |         | Arenaen, Aarhus |

| 12. prosince 2002 | Jugoslávie | 25–28 | Dánsko | Arenaen, Aarhus |
| 12. prosince 2002 | (11–14)    |       |        | Arenaen, Aarhus |
| 12. prosince 2002 | Report     |       |        | Arenaen, Aarhus |

### Skupina 2
| Poř. | tým       | Z | V | R | P | VB  | OB  | +/− | B  | výsledek             |
| ---- | --------- | - | - | - | - | --- | --- | --- | -- | -------------------- |
| 1.   | Norsko    | 5 | 5 | 0 | 0 | 135 | 103 | +32 | 10 | postup do semifinále |
| 2.   | Rusko     | 5 | 4 | 0 | 1 | 138 | 116 | +22 | 8  | postup do semifinále |
| 3.   | Maďarsko  | 5 | 3 | 0 | 2 | 146 | 142 | +4  | 6  | o 5. místo           |
| 4.   | Česko     | 5 | 2 | 0 | 3 | 120 | 129 | −9  | 4  | o 7. místo           |
| 5.   | Slovinsko | 5 | 1 | 0 | 4 | 124 | 143 | −19 | 2  |                      |
| 6.   | Německo   | 5 | 0 | 0 | 5 | 111 | 141 | −30 | 0  |                      |

| 10. prosince 2002 | Německo | 26–30 | Slovinsko | Farum Arena, Kodaň |
| 10. prosince 2002 | (15–14) |       |           | Farum Arena, Kodaň |
| 10. prosince 2002 | Report  |       |           | Farum Arena, Kodaň |

| 10. prosince 2002 | Norsko | 27–20 | Česko | Farum Arena, Kodaň |
| 10. prosince 2002 | (16–9) |       |       | Farum Arena, Kodaň |
| 10. prosince 2002 | Report |       |       | Farum Arena, Kodaň |

| 10. prosince 2002 | Rusko   | 39–29 | Maďarsko | Farum Arena, Kodaň |
| 10. prosince 2002 | (21–17) |       |          | Farum Arena, Kodaň |
| 10. prosince 2002 | Report  |       |          | Farum Arena, Kodaň |

| 11. prosince 2002 | Německo | 25–30 | Maďarsko | Farum Arena, Kodaň |
| 11. prosince 2002 | (14–15) |       |          | Farum Arena, Kodaň |
| 11. prosince 2002 | Report  |       |          | Farum Arena, Kodaň |

| 11. prosince 2002 | Norsko | 34–24 | Slovinsko | Farum Arena, Kodaň |
| 11. prosince 2002 | (13–9) |       |           | Farum Arena, Kodaň |
| 11. prosince 2002 | Report |       |           | Farum Arena, Kodaň |

| 11. prosince 2002 | Rusko   | 12–10 | Česko | Farum Arena, Kodaň |
| 11. prosince 2002 | (xx–xx) |       |       | Farum Arena, Kodaň |
| 11. prosince 2002 | Report  |       |       | Farum Arena, Kodaň |

| 12. prosince 2002 | Německo | 20–30 | Česko | Farum Arena, Kodaň |
| 12. prosince 2002 | (7–14)  |       |       | Farum Arena, Kodaň |
| 12. prosince 2002 | Report  |       |       | Farum Arena, Kodaň |

| 12. prosince 2002 | Rusko   | 27–22 | Slovinsko | Farum Arena, Kodaň |
| 12. prosince 2002 | (13–11) |       |           | Farum Arena, Kodaň |
| 12. prosince 2002 | Report  |       |           | Farum Arena, Kodaň |

| 12. prosince 2002 | Norsko  | 24–23 | Maďarsko | Farum Arena, Kodaň |
| 12. prosince 2002 | (13–11) |       |          | Farum Arena, Kodaň |
| 12. prosince 2002 | Report  |       |          | Farum Arena, Kodaň |

### o 5. místo
| 15. prosince 2002 | Jugoslávie | 39–43 | Maďarsko | Arenaen, Aarhus |
| 15. prosince 2002 | (20–24)    |       |          | Arenaen, Aarhus |
| 15. prosince 2002 | Report     |       |          | Arenaen, Aarhus |

### o 7. místo
| 14. prosince 2002 | Rumunsko | 19–17 | Česko | Arenaen, Aarhus |
| 14. prosince 2002 | (13–8)   |       |       | Arenaen, Aarhus |
| 14. prosince 2002 | Report   |       |       | Arenaen, Aarhus |

### Semifinále
| 14. prosince 2002 | Francie | 16–21 | Norsko | Arenaen, Aarhus |
| 14. prosince 2002 | (8–9)   |       |        | Arenaen, Aarhus |
| 14. prosince 2002 | Report  |       |        | Arenaen, Aarhus |

| 14. prosince 2002 | Dánsko | 22–18 | Rusko | Arenaen, Aarhus |
| 14. prosince 2002 | (8–11) |       |       | Arenaen, Aarhus |
| 14. prosince 2002 | Report |       |       | Arenaen, Aarhus |

### o 3. místo
| 15. prosince 2002 | Rusko   | 22–27 | Francie | Arenaen, Aarhus |
| 15. prosince 2002 | (11–14) |       |         | Arenaen, Aarhus |
| 15. prosince 2002 | Report  |       |         | Arenaen, Aarhus |

### Finále
| 15. prosince 2002 | Dánsko  | 25–22 | Norsko | Arenaen, Aarhus |
| 15. prosince 2002 | (13–11) |       |        | Arenaen, Aarhus |
| 15. prosince 2002 | Report  |       |        | Arenaen, Aarhus |

## Konečné pořadí
| Zlatá medaile    | Dánsko     |
| Stříbrná medaile | Norsko     |
| Bronzová medaile | Francie    |
| 4                | Rusko      |
| 5                | Maďarsko   |
| 6                | Jugoslávie |
| 7                | Rumunsko   |
| 8                | Česko      |
| 9                | Rakousko   |
| 10               | Slovinsko  |
| 11               | Německo    |
| 12               | Ukrajina   |
| 13               | Španělsko  |
| 14               | Nizozemsko |
| 15               | Švédsko    |
| 16               | Bělorusko  |